# Карибска общност
Карибската общност (на английски: Caribbean Community, CARICOM) е международна организация, съставена от петнадесет карибски държави. Главните ѝ цели са да насърчава икономическата интеграция и кооперация между членовете ѝ и да координира външната им политика. Основните дейности, които развива, са координиране на икономическата политика за развитие на по-слабите държави в региона и развитие на търговията. Функционира и като регионален общ пазар за повечето от страните-членки.

## История
Създаването на Карибската общност е резултат от 15-годишните усилия да се изпълни желанието за регионална интеграция, породено още със създаването на British West Indies Federation през 1958 година – федерално правителство, създадено от 10 държави-острови. Въпреки че има изготвен план за митнически съюз, се поставя акцент върху икономическите аспекти по време на четирите години на съществуването на федерацията. Всъщност икономическо развитие не се постига и дори няма свободна търговия между страните-членки през този период. The British West Indies Federation спира да функционира през 1962, но дава началото на днешната Карибска общност. Започват по-сериозни усилия от страна на политическите лидери в Карибския регион за укрепване на връзките между островите и континенталната част, като се засилват областите на сътрудничество, които вече съществуват.
Създава се Карибска метеорологична служба през 1963 година, а след това и Регионална служба по корабоплаване, която представлява центъра на карибското сътрудничество след разпада на Федерацията. Процесът на междудържавно сътрудничество се задълбочава след като същата година се постига независимост на Ямайка и Тринидад и Тобаго и свободата им да контролират външните и вътрешните им въпроси. Тринидад и Тобаго обявява намерението си да се оттегли от федерацията, но предлага да се създаде Карибска общност, състояща се не само от 10 члена на Федерацията, но също и с Гвиана и островите на Карибско море. През 1963 се провежда конференция в Тринидад и Тобаго, на която присъстват лидерите на Барбадос, Британска Гвиана, Ямайка и Тринидад и Тобаго. Говори се за необходимостта от тясно сътрудничество със страните от Европа, Африка и Латинска Америка.
Следват серия от конференции, на които се взима решение за създаване на Зона за свободна търговия – Caribbean Free Trade Association (CARIFTA). Стартът на тази асоциация обаче е нарочно забавен, за да може да се позволи страните и островите от на останалата част на региона, която е слабо развита, да станат членове на свободната зона за търговия. През 1965 година страните се договарят, че ще включат колкото се може повече страни и че CARIFTA, ще е начало на това, което в няколко етапа, ще се превърне в общ пазар. Споразумението влиза в сила на 1 май 1968 година с участието на Антигуа, Барбадос, Тринидад и Тобаго и Гвиана. Година по-късно влизат и Доминика, Гренада, Сейнт Китс и Невис, Сейнт Лусия и Сейнт Винсент, Ямайка и Монсерат, а през 1971 член става Бели. През 1968 се създават и Регионален секретарият в Джорджтаун, Гвиана, и Карибска банка за развитие през 1969, в Бриджтаун, Барбадос.
CARICOM официално се създава с договора от Чагуарамас, подписан от Барбадос, Ямайка, Гвиана и Тринидад и Тобаго, който влиза в сила на 1 август 1973 година. Впоследствие другите осем карибски територии се присъединяват. Бахамските острови страват 13-ия член през 1983 година. През 1991 Британските Вирджински острови и Търкс и Кайкос стават асоциирани членове, а дванайсет други държави от Латинска Америка и Карибите имат статут на наблюдатели в различни институции на CARICOM. Суринам се присъединява през 1995 година. От самото си начало, Общността се съсредоточава върху насърчаването на интеграцията на икономиките на държавите членки и координиране на външната политика на независимите държави членки.

## Членки на CARICOM
В CARICOM влизат:
- 15 пълноправни членки – Антигуа и Барбуда, Бахамски острови, Барбадос, Белиз, Доминика, Гренада, Гвиана, Хаити, Ямайка, Монсерат, Сейнт Китс и Невис, Сейнт Лусия, Сейнт Винсент и Гренадини, Суринам и Тринидад и Тобаго;
- 5 асоциирани членки – Антигуа, Бермуда, Британски Вирджински острови, Каймански острови, Търкс и Кайкос;
- 7 наблюдатели – Аруба, Колумбия, Кюрасао, Доминиканска република, Мексико, Пуерто Рико, Сейнт Мартен и Венецуела.

| Статут             | Име                          | Дата на присъединяване | Бележки                       |
| ------------------ | ---------------------------- | ---------------------- | ----------------------------- |
| Пълноправни членки | Антигуа и Барбуда            | 4 юли 1974             |                               |
| Пълноправни членки | Бахамски острови             | 4 юли 1983             | Не е част от митническия съюз |
| Пълноправни членки | Барбадос                     | 1 август 1973          |                               |
| Пълноправни членки | Белиз                        | 1 май 1974             |                               |
| Пълноправни членки | Доминика                     | 1 май 1974             |                               |
| Пълноправни членки | Гренада                      | 1 май 1974             |                               |
| Пълноправни членки | Гвиана                       | 1 август 1973          |                               |
| Пълноправни членки | Хаити                        | 2 юли 2002             |                               |
| Пълноправни членки | Ямайка                       | 1 август 1973          |                               |
| Пълноправни членки | Монсерат                     | 1 май 1974             | Британски задморски територии |
| Пълноправни членки | Сейнт Китс и Невис           | 26 юли 1974            |                               |
| Пълноправни членки | Сейнт Лусия                  | 1 май 1974             |                               |
| Пълноправни членки | Сейнт Винсент и Гренадини    | 1 май 1974             |                               |
| Пълноправни членки | Суринам                      | 4 юли 1995             |                               |
| Пълноправни членки | Тринидад и Тобаго            | 1 август 1973          |                               |
| Асоциирани членки  | Антигуа и Барбуда            | юли 1999               | Британски задморски територии |
| Асоциирани членки  | Бермуда                      | 2 юли 2003             | Британски задморски територии |
| Асоциирани членки  | Британски Вирджински острови | юли 1991               | Британски задморски територии |
| Асоциирани членки  | Кайманови острови            | 16 май 2002            | Британски задморски територии |
| Асоциирани членки  | Търкс и Кайкос               | юли 1991               | Британски задморски територии |
| Наблюдатели        | Аруба                        |                        |                               |
| Наблюдатели        | Колумбия                     |                        |                               |
| Наблюдатели        | Кюрасао                      |                        |                               |
| Наблюдатели        | Доминиканска република       |                        |                               |
| Наблюдатели        | Мексико                      |                        |                               |
| Наблюдатели        | Пуерто Рико                  |                        |                               |
| Наблюдатели        | Свети Мартин                 |                        |                               |
| Наблюдатели        | Венецуела                    |                        |                               |

Площта на всички членки на Карибската общност се равнява на 432 510 кв. км, населението е 15 961 203, а БВП – 89 797 билиона долара.

## Структура

### Председателство
Постът на председател се заема на ротационен принцип от президента или министър-председателя на някоя от 15-те държави членки. Това е Desi Bouterse от Суринам.

### Секретариат
Това е основния административен орган на Общността и се ръководи от главен секретар, който е и главен изпълнителен директор на CARICOM. Целта му е да бъде динамичен лидер, който подпомага партньорството между институциите и се грижи за конкурентоспособността и устойчивостта на организацията. От август 2011 това е Irwin LaRoque от Доминика.

### Конференция на представителите на правителствата
Конференцията е върховен орган на Общността. Тя се състои от ръководителите на правителствата на държавите членки и е последна инстанция на Общността.
Основната отговорност на конференцията е да определя посоката на политиката за Общността. Тя е последната инстанция за сключването на договорите от името на Общността и за отношенията между Общността и международни организации и държави. Конференцията е също така отговорна за извършване на финансови споразумения, за разходите на Общността, но е делегирала тази функция и на Съвета на Общността. Решенията на конференцията по принцип се взимат единодушно. Конференцията заседава два пъти годишно.

### Бюро на Конференцията
Решението за създаването на Бюрото на конференцията е взето на специална среща на правителствените ръководители през октомври 1992 г. Отговорностите на Бюрото са:
- иницииране на предложения;
- постигане на консенсус;
- мобилизация;
- осигуряване изпълнението на решенията на CARICOM.

Бюрото влиза в експлоатация през декември 1992. Състои от председателя на конференцията, като председател, както и входящи и изходящи председатели на Конференцията и генералния секретар в качеството си на Главен изпълнителен директор.

### Съвет
Съветът е вторият по височина орган в йерархията. Той се състои от министрите, отговарящи за въпросите на CARICOM и всеки друг министър посочен от държавите членки по тяхна преценка. Той е отговорен за развитието на стратегическото планиране и координиране на Общността в областта на икономическата интеграция, функционалното сътрудничество и външни отношения. Съветът е отговорен за формулиране на политики и за изпълнение на функции във връзка със сътрудничеството в сферата на услугите като: образование, здравеопазване, труд и външната политика. Всяка държава членка е представена на всеки съвет от министъра на съответното правителство. Съветите са:
- Съвет за търговско и икономическо развитие (COTED) – насърчава търговията и икономическото развитие на Общността.
- Съвет за външните работи на Общността (COFCOR) – определя отношенията с международни организации и трети държави.
- Съвет за човешко и социално развитие (COHSOD) – насърчава човешкото и социалното развитие.
- Съвет по финанси и планиране (COFAP) – координира икономическата политика и финансова и парична интеграция на държавите членки.

### Институции
Има няколко институции, които отговарят за формулиране на политиките и надзора в сферата на образованието, здравеопазването, труда и външната и вътрешна политика.

## Проекти

### Общ пазар и икономика
Влиза в сила на 1 януари 2006 година за Барбадос, Белиз, Ямайка, Гаяна, Суринам и Тринидад и Тобаго. На 3 юли 2006 се присъединяват и останалите, с изключение на Монсерат, която трябва да има разрешение от Великобритания, за да се включи, Хаити – заради усложнената вътрешнополитическа ситуация и Бахамските острови, където местната опозиция е против разпоредба, която позволява на квалифицирани работници да се движат по-лесно между народите.
Главните елементи, които включва общият пазар и икономика, са:
- Свободно движение на стоки и услуги – чрез мерки, като премахването на всички бариери в рамките на регионалното движение и хармонизирането на стандартите, за да се осигури приемливост на търгуваните стоки и услуги;
- Право на установяване – да се позволи създаването на CARICOM фирми във всяка държава членка, без ограничения;
- Обща външна митническа тарифа – размер на мито, което се прилага от всички членове на пазара за продукт, внесен от държава, която не е член на CARICOM;
- Свободно движение – свободно движение на стоки, внасяни от допълнителните регионални източници, което би изисквало събирането на данъците в първата точка на влизане в региона;
- Свободно движение на капитали – чрез мерки като премахване на чуждестранния валутен контрол, конвертируемост на валутите (или обща валута) и интегриран капиталов пазар, като регионална фондова борса;
- Обща търговска политика – споразумение между членовете по въпроси, свързани с вътрешната и международната търговия, както и координирана външна политика, търговия, договорени на съвместна основа;
- Свободно движение на работна ръка – чрез мерки като премахване на всички пречки в рамките на регионалното движение на уменията, труда и пътуването, хармонизиране на социалните услуги (образование, здравеопазване и т.н.)

### Общ паспорт
През 2009 година 12 от страните започват да имат общ паспорт, без Бахамските острови, Хаити и Монсерат, чиито граждани са граждани на Великобритания. Паспорта показва, че освен граждани на своята страна, хората принадлежат и на друга общност. Още през 2006 година се създава „единно вътрешно пространство“, с цел улесняване на туризма, най-вече заради Световната купа по крикет през 2007 година – туристите пътуват само със синя гривна на CARICOM. През 2007 това приключва, но правителствата се споразумяват да създадат работна група, която да създаде нова специална виза. Създава се CARIPASS, която се издава на всеки гражданин на CARICOM. Тя осигурява 6 месеца престой, в която и да е страна от общността и е с характеристики на паспорт – включва всякакви биометрични данни.

### Свободна търговия
Oт 2000 година CARICOM поставя акцент върху установяване на споразумения за обща търговия с местни и международни партньори. Такива съществуват с Куба от 2000 година, с Доминиканската република от 2001 година, с Коста Рика от 2004 и с ЕС от 2008 година. Преговаря се и с Канада, MERCOSUR и САЩ.
Бъдещи проекти, които са включени в работата на Карибската общност са обединение на авиокомпаниите, валутен и политически съюз, регионална фондова борса, програма за развитие на възобновяемата енергия, програма за адаптиране към климатични промени, партньорство за борбата със СПИН/ХИВ и т.н.